# Reuss-Gera
El condado de Reuss-Gera fue el nombre de un estado ubicado en Turingia que existió desde 1564 hasta 1802, primero como señorío y, desde 1673, como condado bajo la administración de la línea más joven de Reuss, una rama de la Casa de Reuss. Económicamente hablando, era el estado federado más importante de los estados de Reuss.

## Historia
El señorío de Reuss-Gera se creó en 1564, cuando el territorio de Reuss se dividió en tres zonas. Untergreiz pasó a manos de Enrique XIV, antepasado del linaje más antiguo de Reuss, y Obergreiz fue adquirido por Enrique XVI de Reuss-Gera.
En 1572 murió Enrique XVI, su hijo, Enrique II, nació dos meses después de su muerte, de ahí el apodo de "el póstumo". Alcanzó la mayoría de edad en 1595 y puede considerarse uno de los gobernantes más capaces de la Casa de Reuss. Con la incorporación del fabricante de lana holandés Nicolás de Smit, se sentaron las bases para una importante industria lanera. Económicamente, Gera se convirtió rápidamente en el estado más importante de Reuss y, con ello, los señores de Gera en los más ricos de los gobernantes de Reuss. Esto se confirmó en 1619, cuando Enrique II "el Póstumo" obtuvo él mismo el derecho a acuñar monedas (florines de oro y florines de plata). La fundación del gimnasio (aún existente) en Gera en 1605 fue de importancia social y cultural.
Tras la división del señorío de Reuss-Schleiz en 1598, el cusl hasta entonces había estado gobernado conjuntamente, los alrededores de Saalburg y la ciudad de Tanna cayeron en manos de los señores de Gera. En 1616, con la extinción de la línea media de Reuss, también se pudo añadir la ciudad de Schleiz, incluida la pflege Reichenfels.

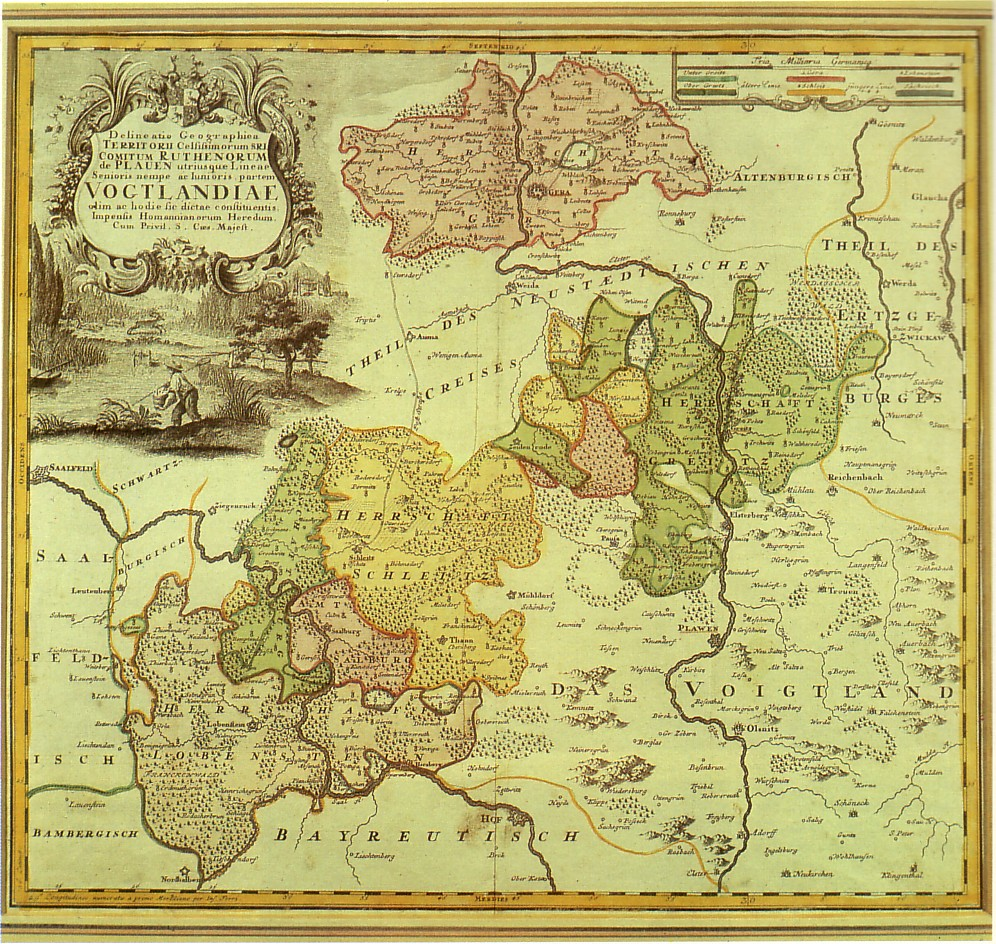
Mapa de los estados de Reuss en el siglo. En aquel entonces, Reuss-Gera estaba formada aproximadamente por la zona roja del mapa.

En 1607 Enrique II fue nombrado conde imperial. Por un lado, esto fue una confirmación de su poder, pero por otro lado, esta posición ejerció una gran presión sobre su país cuando estalló la Guerra de los Treinta Años en 1618. Tuvo que suministrar tropas al emperador, lo que endeudó al país. Además, Reuss-Gera se vio gravemente afectada por la violencia de la guerra: tanto en 1633 como en 1640, Saalburg fue saqueada e incendiada por mercenarios bajo el liderazgo sueco.
Después de la muerte de Enrique el Póstumo en 1635, sus cuatro hijos gobernaron inicialmente juntos, probablemente para poder pagar mejor las deudas. En 1647 se logró una división territorial. Su hijo mayor Enrique II (1602-1670) permaneció en Gera; su tercer hijo Enrique IX (1616-1666) recibió Schleiz y su cuarto hijo Enrique X (1625-1675) recibió Lobenstein. Su nieto Enrique I (1639-1692), hijo de su segundo hijo fallecido, obtuvo Saalburg.
Enrique IX de Schleiz murió soltero en 1666. En la división que siguió, Schleiz cayó en manos de su primo, el mencionado Enrique I de Saalburg. Sus posesiones en Saalburg pertenecían en gran parte al señor de Gera, su tío Enrique II. A partir de entonces, Reuss-Gera estuvo formada por dos territorios separados, Gera y Saalburg.
En 1673, Enrique IV, hijo de Enrique II, fue elevado al rango de Conde Imperial, al igual que los demás señores de Reuss.
Aunque el territorio de los Señores de Reuss estaba muy fragmentado, la gente intentaba actuar como una sola familia en cuestiones de derecho hereditario o frente a otras familias reales alemanas. El portavoz era siempre el conde mayor de las ramas de Reuss, el mayor de la familia. Para ello, por invitación del anciano se celebraban periódicamente reuniones familiares en Gera (lo que demostraba una vez más la importancia de Gera). En estas reuniones se llegaron a acuerdos, entre otras cosas, sobre la numeración de Reussen y la introducción de la primogenitura en 1690.
La Guerra de los Siete Años volvió a significar destrucción y conflagración para Gera. Prusia exigió apoyo militar activo a los estados de Reuss en su lucha contra Sajonia. Como esto no sucedió, Gera, Greiz y Lobenstein fueron saqueadas y hubo que pagar a Prusia la enorme suma de 150.000 táleros.
Después de la extinción de la rama Reuss-Gera en 1802, Gera (con Saalburg) fue gobernada conjuntamente por las otras ramas de la línea más joven: Reuss-Lobenstein y Reuss-Ebersdorf, cada una recibiendo el 25% de los ingresos, y Reuss-Schleiz que con El 50% vio ahora confirmada su posición de liderazgo dentro de la línea más joven.
El movimiento revolucionario de 1848 también llegó a Gera en junio, cuando se celebró una manifestación con 11.000 participantes. Para restablecer la paz, siguió una intervención de las tropas sajonas.
Después de la abdicación de Enrique LXXII de Reuss-Lobenstein-Ebersdorf el 1 de octubre de 1848, todas las regiones se unieron en el principado de la línea más joven de Reuss el 24 de octubre. La capital de este estado se convirtió en Gera, que hasta entonces ya era el centro económico.

## Gobernantes[1]
| Imagen | Nombre                 | Reinado   | Nota |
| --- | ---------------------- | --------- | --- |
| | Enrique XVI "el Joven" | 1564-1572 | Primer señor de la línea menor de Reuss. |
| | Enrique II             | 1572-1635 | Llamado "el Póstumo". Tuvo de regentes a Dorotea de Solms (1572-1595), Enrique XVI de Reuss línea media (1572-1578), Jorge de Wolframsdorf (1572-1590), Uz de Ende-Caaschwitz (1572-1584) y Otón de Solms-Sonnewalde (1578-1595). |
| Tras la muerte de Enrique "el Póstumo", cuatro de sus hijos y uno de sus nietos gobernarían conjuntamente el señorío (en 1637 condado). |                        |           | |
| | Enrique II             | 1635-1670 | Hijo de Enrique "el Póstumo". |
| | Enrique III            | 1635-1640 | Hijo de Enrique "el Póstumo" |
| | Enrique I              | 1640-1647 | Hijo de Enrique III, con tan solo un año obtuvo en el trono de su padre (1640-1647), el de Saalburg (1647-1666) y el de su tío Enrique IX de Reuss-Schleiz (1666-1692)                                                            |
| | Enrique IX             | 1635-1666 | Hijo de Enrique "el Póstumo", hereda el señorío de Schleiz. |
| | Enrique X              | 1635-1671 | Hijo de Enrique "el Póstumo", hereda el señorío de Lobenstein. |
| Termina la tetrarquía. Enrique II gobernaría hasta 1670.                                                                                |                        |           | |
| | Enrique IV             | 1670-1686 | Hijo de Enrique II. Ascendido a conde en 1673. |
| | Enrique XVIII          | 1686-1735 | Le sucedió su hermano. |
| | Enrique XXV            | 1735-1748 | |
| | Enrique XXX            | 1748-1802 | Al morir sin descendencia sus bienes fueron repartidos entre las demás líneas menores de Reuss. |
| | Enrique XLII           | 1802-1818 | Primero conde de Schleiz (1784-1802). Fue ascendido a príncipe de Reuss-Gera en 1806. |